# Cryptostylis filiformis
Cryptostylis filiformis är en orkidéart som beskrevs av Carl Ludwig von Blume. Cryptostylis filiformis ingår i släktet Cryptostylis, och familjen orkidéer.
Artens utbredningsområde är Java. Inga underarter finns listade i Catalogue of Life.